# Академическая гребля на летних Олимпийских играх 1956
Соревнования по академической гребле на летних Олимпийских играх 1956 года проводились только среди мужчин.

## Общий медальный зачёт
| Место | Страна                          | Золото | Серебро | Бронза | Всего |
| ----- | ------------------------------- | ------ | ------- | ------ | ----- |
| 1     | США                             | 3      | 2       | 1      | 6     |
| 2     | СССР                            | 2      | 1       | 1      | 4     |
| 3     | Канада                          | 1      | 1       | 0      | 2     |
| 4     | Италия                          | 1      | 0       | 0      | 1     |
| 5     | Австралия                       | 0      | 1       | 2      | 3     |
| 6     | Объединённая германская команда | 0      | 1       | 0      | 1     |
| 6     | Швеция                          | 0      | 1       | 0      | 1     |
| 8     | Австрия                         | 0      | 0       | 1      | 1     |
| 8     | Франция                         | 0      | 0       | 1      | 1     |
| 8     | Финляндия                       | 0      | 0       | 1      | 1     |
|       |                                 |        |         |        |       |
| Итого | Итого                           | 7      | 7       | 7      | 21    |

## Медалисты
| Дисциплина                      | Золото | Серебро | Бронза |
| ------------------------------- | --- | --- | --- |
| Одиночки                        | Вячеслав Иванов СССР | Стюарт Маккензи Австралия | Джон Келли-младший США |
| Двойки парные                   | СССР · Александр Беркутов · Юрий Тюкалов | США · Пэт Костелло · Джеймс Гардинер | Австралия · Мюррэй Райли · Мервин Вуд |
| Двойки распашные без рулевого   | США · Джеймс Файфер · Дюваль Хехт | СССР · Игорь Булдаков · Виктор Иванов | Австрия · Йозеф Клоимштайн · Альфред Загедер |
| Двойки распашные с рулевым      | США · Артур Эро · Конн Финдли · Курт Сейфферт                                                                                                | Объединённая германская команда · Карл-Генрих фон Гроддек · Хорст Арндт · Райнер Борковски                                                                        | СССР · Игорь Емчук · Георгий Жилин · Владимир Петров                                                                                                 |
| Четвёрки распашные без рулевого | Канада · Арчибальд Маккиннон · Лорн Лумер · Уолтер д’Ондт · Дональд Арнольд                                                                  | США · Джон Уэлчли · Джон Маккинли · Артур Маккинли · Джеймс Макинтош                                                                                              | Франция · Рене Гиссар · Ив Делакур · Гастон Мерсье · Ги Гийябер                                                                                      |
| Четвёрки распашные с рулевым    | Италия · Альберт Винклер · Романо Сгайц · Анджело Ванзин · Франко Тринкавелли · Иво Стефанони                                                | Швеция · Эверт Гуннарссон · Олле Ларссон · Ивар Аронссон · Йоста Ерикссон · Бертиль Йоранссон                                                                     | Финляндия · Кауко Хяниннен · Вели Лехтеля · Матти Ниеми · Тойми Питкянен · Рейно Поутанен                                                            |
| Восьмёрки                       | США · Томас Чарлтон · Дэвид Уайт · Джон Кук · Дональд Бир · Колдуэлл Эссельстин · Чарльз Граймс · Ричард Уэйлз · Роберт Мори · Уильям Беклин | Канада · Филипп Куэбер · Ричард Макклур · Роберт Вильсон · Дэвид Хэлливелл · Дональд Претти · Уильям Маккерлич · Дуглас Макдональд · Лоуренс Вест · Карлтон Огава | Австралия · Майкл Эйкман · Дэвид Бойкетт · Фред Бенфилд · Джим Хауден · Гарт Мантон · Уолтер Хоувелл · Адриан Монджер · Брайан Дойл · Харольд Хевитт |